# 康鹏
康鹏是中国国防大学的教授，系河南人，其祖籍山东。他毕业于中国人民解放军军事工程学院，先后在中国人民解放军军事工程学院、国防科技大学和国防大学工作，是康鹏电路的发明人，此外还有隔离阻塞电路和推拉触发器。
因其发明奠定了中国第一台自主技术创新研造的441-B计算机，康鹏于1966年获国家发明奖。因在文革前夕，该事件未被报道。